# Campeonato Bósnio de Futebol de 2020–21
A Primeira Divisão do Campeonato Bósnio de Futebol de 2020–21, também conhecida como Liga 12 de 2020–21 e oficialmente como m:tel Premijer Liga BiH de 2020–21 (por razões de patrocínio), foi a 21.ª temporada da Premier League da Bósnia e Herzegovina (em bósnio: Premijer Liga Bosne i Hercegovine), liga profissional equivalente à primeira divisão do futebol da Bósnia e Herzegovina.
12 clubes participaram da temporada, que começou em 1 de agosto de 2020 e terminou em 30 de maio de 2021, com uma pausa de inverno entre meados de dezembro de 2020 e o final de fevereiro de 2021. O certame é organizado e dirigido pela Associação de Futebol da Bósnia e Herzegovina (NSBiH; em bósnio: Nogometni Savez Bosne i Hercegovine), entidade máxima do futebol da Bósnia e Herzegovina.
Os jogos foram realizados com portões fechados devido à pandemia de COVID-19 na Bósnia e Herzegovina.

## Regulamento
A "m:tel Premijer Liga BiH de 2020–21" foi disputada por 12 equipes no sistema de pontos corridos. Cada time fez 33 jogos divididos em três turnos, sendo 16/17 jogos como mandante e outros 16/17 como visitante. O campeão foi a agremiação que fez mais pontos ao fim do campeonato. Os dois últimos colocados foram rebaixados para a Segunda Divisão de 2024–25.

### Vagas para outras competições
A classificação de clubes às competições da UEFA de 2021–22 (Liga dos Campeões, Liga Europa e Liga Conferência) observou as situações abaixo identificadas, considerando as vagas previstas:
1. O campeão da Premijer Liga se classificou para a primeira pré-eliminatória da Liga dos Campeões;
2. O vice-campeão e terceiro colocado garantiram vagas na primeira pré-eliminatória da Liga Conferência Europa.[3]

### Critérios de desempate
Em caso de empate em pontos ganhos entre 2 (dois) ou mais clubes, o desempate, para efeito de classificação final, foi efetuado observando-se os critérios abaixo:
1. Saldo de gols (exceto para o título, qualificações para competições da UEFA ou rebaixamento);
2. Gols pró (marcados) (exceto para o título, qualificações para competições da UEFA ou rebaixamento);
3. Pontos no confronto direto;
4. Saldo de gols no confronto direto;
5. Gols pró (marcados) como visitante no confronto direto (somente entre duas equipes);
6. Gols pró (marcados) no confronto direto;
7. Jogo de desempate.[3]

## Participantes
Krupa e Olimpik Sarajevo foram promovidos a partir das ligas de segundo nível de 2019–20, entrando no lugar dos rebaixados Čelik e Zvijezda 09. Um total de 12 equipes participam da liga.
| Equipe        | Cidade          | Treinador          | Estádio (mando)                   | Capac. | Material Esportivo |
| ------------- | --------------- | ------------------ | --------------------------------- | ------ | ------------------ |
| Borac         | Banja Luka      | Vlado Jagodić      | Estádio Municipal Banja Luka      | 10.030 | Kelme              |
| Krupa         | Krupa na Vrbasu | Zoran Marić        | Estádio Municipal Krupa na Vrbasu | 03.500 | No1                |
| Mladost       | Doboj (Kakanj)  | Fahrudin Šolbić    | Arena MGM Farm                    | 03.000 | Joma               |
| Olimpik       | Sarajevo        | Darko Vojvodić     | Estádio Otoka                     | 03.000 | GBT                |
| Radnik        | Bijeljina       | Slavko Petrović    | Estádio Municipal de Bijeljina    | 06.000 | Joma               |
| Sarajevo      | Sarajevo        | Vinko Marinović    | Asim Ferhatović Hase              | 34.500 | Nike               |
| Sloboda       | Tuzla           | Gradimir Crnogorac | Estádio Tušanj                    | 07.200 | Legea              |
| Široki Brijeg | Široki Brijeg   | Toni Karačić       | Estádio Pecara                    | 07.000 | Legea              |
| Tuzla City    | Simin Han       | Zlatan Nalić       | Estádio Tušanj                    | 07.200 | No1                |
| Velež         | Mostar          | Feđa Dudić         | Estádio Rođeni                    | 07.000 | No1                |
| Zrinjski      | Mostar          | Mladen Žižović     | Estádio Bijelim Brijegom          | 09.000 | Macron             |
| Željezničar   | Sarajevo        | Amar Osim          | Estádio Grbavica                  | 13.146 | Macron             |

### Localização
| Borac                        | Krupa | Mladost | Radnik                         |
| ---------------------------- | --- | --- | ------------------------------ |
| Estádio Municipal Banja Luka | Estádio Municipal Krupa na Vrbasu | Arena MGM Farm | Estádio Municipal de Bijeljina |
| Capacidade: 10.030           | Capacidade 3.500 | Capacidade: 3.000 | Capacidade: 6.000              |
|                              | | [[File:\|400px\|alt=]] | [[File:\|290px\|alt=]]         |
| Sarajevo                     | Borac Krupa Mladost Radnik Sarajevo Olimpik Sloboda Široki Brijeg Tuzla City Velež Zrinjski ŽeljezničarLocalização das equipes participantes da m:tel Telecom Premier League de 2020–21 | Borac Krupa Mladost Radnik Sarajevo Olimpik Sloboda Široki Brijeg Tuzla City Velež Zrinjski ŽeljezničarLocalização das equipes participantes da m:tel Telecom Premier League de 2020–21 | Sloboda                        |
| Asim Ferhatović Hase         | Borac Krupa Mladost Radnik Sarajevo Olimpik Sloboda Široki Brijeg Tuzla City Velež Zrinjski ŽeljezničarLocalização das equipes participantes da m:tel Telecom Premier League de 2020–21 | Borac Krupa Mladost Radnik Sarajevo Olimpik Sloboda Široki Brijeg Tuzla City Velež Zrinjski ŽeljezničarLocalização das equipes participantes da m:tel Telecom Premier League de 2020–21 | Estádio Tušanj                 |
| Capacidade: 34.500           | Borac Krupa Mladost Radnik Sarajevo Olimpik Sloboda Široki Brijeg Tuzla City Velež Zrinjski ŽeljezničarLocalização das equipes participantes da m:tel Telecom Premier League de 2020–21 | Borac Krupa Mladost Radnik Sarajevo Olimpik Sloboda Široki Brijeg Tuzla City Velež Zrinjski ŽeljezničarLocalização das equipes participantes da m:tel Telecom Premier League de 2020–21 | Capacidade: 7.200              |
|                              | Borac Krupa Mladost Radnik Sarajevo Olimpik Sloboda Široki Brijeg Tuzla City Velež Zrinjski ŽeljezničarLocalização das equipes participantes da m:tel Telecom Premier League de 2020–21 | Borac Krupa Mladost Radnik Sarajevo Olimpik Sloboda Široki Brijeg Tuzla City Velež Zrinjski ŽeljezničarLocalização das equipes participantes da m:tel Telecom Premier League de 2020–21 |                                |
| Široki Brijeg                | Borac Krupa Mladost Radnik Sarajevo Olimpik Sloboda Široki Brijeg Tuzla City Velež Zrinjski ŽeljezničarLocalização das equipes participantes da m:tel Telecom Premier League de 2020–21 | Borac Krupa Mladost Radnik Sarajevo Olimpik Sloboda Široki Brijeg Tuzla City Velež Zrinjski ŽeljezničarLocalização das equipes participantes da m:tel Telecom Premier League de 2020–21 | Tuzla City                     |
| Estádio Pecara               | Borac Krupa Mladost Radnik Sarajevo Olimpik Sloboda Široki Brijeg Tuzla City Velež Zrinjski ŽeljezničarLocalização das equipes participantes da m:tel Telecom Premier League de 2020–21 | Borac Krupa Mladost Radnik Sarajevo Olimpik Sloboda Široki Brijeg Tuzla City Velež Zrinjski ŽeljezničarLocalização das equipes participantes da m:tel Telecom Premier League de 2020–21 | Estádio Tušanj                 |
| Capacidade: 7.000            | Borac Krupa Mladost Radnik Sarajevo Olimpik Sloboda Široki Brijeg Tuzla City Velež Zrinjski ŽeljezničarLocalização das equipes participantes da m:tel Telecom Premier League de 2020–21 | Borac Krupa Mladost Radnik Sarajevo Olimpik Sloboda Široki Brijeg Tuzla City Velež Zrinjski ŽeljezničarLocalização das equipes participantes da m:tel Telecom Premier League de 2020–21 | Capacidade: 7.200              |
|                              | Borac Krupa Mladost Radnik Sarajevo Olimpik Sloboda Široki Brijeg Tuzla City Velež Zrinjski ŽeljezničarLocalização das equipes participantes da m:tel Telecom Premier League de 2020–21 | Borac Krupa Mladost Radnik Sarajevo Olimpik Sloboda Široki Brijeg Tuzla City Velež Zrinjski ŽeljezničarLocalização das equipes participantes da m:tel Telecom Premier League de 2020–21 |                                |
| Velež                        | Zrinjski | Olimpik | Željezničar                    |
| Estádio Rođeni               | Estádio Bijelim Brijegom | Estádio Otoka | Estádio Grbavica               |
| Capacidade: 7.000            | Capacidade: 9.000 | Capacidade: 3.000 | Capacidade: 13.146             |
|                              | | |                                |

## Classificação
| Pos | Equipe                   | Pts | J  | V  | E  | D  | GP | GC | SG  | Classificação ou Rebaixamento                         |
| --- | ------------------------ | --- | -- | -- | -- | -- | -- | -- | --- | ----------------------------------------------------- |
| 1   | Borac Banja Luka (C)     | 67  | 33 | 21 | 4  | 8  | 59 | 31 | +28 | Primeira pré-eliminatória da Liga dos Campeões        |
| 2   | Sarajevo                 | 65  | 33 | 18 | 11 | 4  | 53 | 24 | +29 | Primeira pré-eliminatória da Liga Conferência Europa  |
| 3   | Velež Mostar             | 61  | 33 | 16 | 13 | 4  | 50 | 30 | +20 | Primeira pré-eliminatória da Liga Conferência Europa  |
| 4   | Široki Brijeg            | 59  | 33 | 17 | 8  | 8  | 47 | 30 | +17 | Primeira pré-eliminatória da Liga Conferência Europa  |
| 5   | Zrinjski Mostar          | 59  | 33 | 18 | 5  | 10 | 50 | 30 | +20 |                                                       |
| 6   | Tuzla City               | 48  | 33 | 13 | 9  | 11 | 36 | 35 | +1  |                                                       |
| 7   | Željezničar              | 44  | 33 | 12 | 8  | 13 | 50 | 43 | +7  |                                                       |
| 8   | Sloboda Tuzla            | 37  | 33 | 10 | 7  | 16 | 31 | 41 | −10 |                                                       |
| 9   | Mladost Doboj Kakanj (R) | 30  | 33 | 8  | 6  | 19 | 26 | 57 | −31 | Rebaixado para a Primeira Liga FBiH (segunda divisão) |
| 10  | Krupa (R)                | 28  | 33 | 7  | 7  | 19 | 26 | 46 | −20 | Rebaixado para a Primeira Liga RS (segunda divisão)   |
| 11  | Radnik Bijeljina         | 25  | 33 | 5  | 10 | 18 | 26 | 51 | −25 |                                                       |
| 12  | Olimpic (R)              | 25  | 33 | 7  | 4  | 22 | 22 | 58 | −36 | Rebaixado para a Primeira Liga FBiH (segunda divisão) |

1. 1 2  Para decidir o quarto lugar e consequentemente a vaga para a Liga Conferência Europa, o saldo de gols e os gols marcados não foram considerados. Pontos no confronto direto: Široki Brijeg 6, Zrinjski Mostar 3.
2. ↑  O Mladost Doboj Kakanj inicialmente evitou o rebaixamento para a Primeira Liga FBiH (segunda divisão), mas acabou rebaixado para a liga por não conseguir licenciamento para a Premier League (primeira divisão).[5]
3. ↑  O Krupa inicialmente evitou o rebaixamento para a Primeira Liga RS, mas foi rebaixado para a liga por não conseguir obter licenciamento para a Premier League.[6]

## Resultados

### Rodadas 1–22
| Mandante \ Visitante | BOR | KRU | MDK | OLI | RAD | SAR | SLO | ŠB  | TUZ | VEL | ZRI | ŽEL |
| -------------------- | --- | --- | --- | --- | --- | --- | --- | --- | --- | --- | --- | --- |
| Borac                | —   | 3–1 | 6–0 | 2–0 | 2–0 | 2–2 | 2–0 | 1–1 | 2–0 | 2–0 | 1–0 | 4–3 |
| Krupa                | 1–3 | —   | 0–1 | 1–0 | 1–1 | 0–2 | 2–3 | 1–1 | 0–1 | 1–1 | 0–3 | 2–1 |
| Mladost Doboj Kakanj | 0–2 | 1–0 | —   | 1–0 | 3–2 | 2–2 | 2–0 | 0–1 | 2–5 | 1–2 | 0–1 | 0–4 |
| Olimpic              | 1–4 | 1–1 | 0–2 | —   | 1–0 | 1–3 | 2–0 | 1–2 | 3–2 | 2–1 | 3–0 | 0–3 |
| Radnik               | 1–0 | 1–1 | 3–1 | 4–0 | —   | 0–2 | 1–1 | 1–1 | 2–1 | 0–0 | 0–2 | 0–2 |
| Sarajevo             | 4–2 | 3–0 | 5–1 | 2–0 | 2–1 | —   | 2–1 | 2–0 | 1–0 | 1–1 | 0–1 | 1–1 |
| Sloboda              | 1–0 | 2–0 | 3–0 | 2–0 | 1–1 | 2–3 | —   | 3–0 | 0–2 | 1–2 | 0–0 | 0–2 |
| Široki Brijeg        | 3–0 | 1–0 | 2–1 | 1–0 | 5–0 | 1–0 | 3–0 | —   | 1–0 | 2–2 | 2–1 | 0–1 |
| Tuzla City           | 2–0 | 1–0 | 1–0 | 3–2 | 1–0 | 0–0 | 2–1 | 1–1 | —   | 1–3 | 0–4 | 2–0 |
| Velež                | 2–0 | 2–0 | 4–0 | 2–0 | 2–1 | 0–0 | 3–0 | 2–1 | 1–1 | —   | 2–0 | 1–1 |
| Zrinjski             | 2–1 | 1–0 | 2–0 | 1–0 | 0–0 | 2–3 | 1–0 | 2–1 | 1–2 | 3–1 | —   | 1–2 |
| Željezničar          | 2–1 | 0–1 | 0–1 | 0–1 | 3–1 | 0–0 | 2–2 | 2–3 | 1–0 | 3–0 | 1–0 | —   |

### Rodadas 23–33
| Mandante \ Visitante | BOR | KRU | MDK | OLI | RAD | SAR | SLO | ŠB  | TUZ | VEL | ZRI | ŽEL |
| -------------------- | --- | --- | --- | --- | --- | --- | --- | --- | --- | --- | --- | --- |
| Borac                | —   | 1–0 | 1–0 | 3–0 | —   | —   | —   | 2–1 | 2–0 | —   | 2–1 | —   |
| Krupa                | —   | —   | 3–0 | 3–0 | 1–0 | —   | 1–0 | —   | 1–1 | —   | —   | —   |
| Mladost Doboj Kakanj | —   | —   | —   | —   | 0–0 | 0–0 | —   | —   | 2–0 | 0–1 | 1–1 | —   |
| Olimpic              | —   | —   | 0–0 | —   | —   | 0–3 | —   | —   | 1–1 | 1–1 | 0–3 | —   |
| Radnik               | 1–3 | —   | —   | 1–0 | —   | —   | 1–2 | 0–2 | —   | —   | —   | 1–1 |
| Sarajevo             | 0–2 | 1–0 | —   | —   | 3–0 | —   | 0–0 | 1–0 | —   | —   | —   | 3–1 |
| Sloboda              | 0–0 | —   | 1–0 | 2–0 | —   | —   | —   | 1–1 | —   | —   | —   | 1–0 |
| Široki Brijeg        | —   | 2–2 | 1–0 | 3–0 | —   | —   | —   | —   | 0–0 | 0–2 | 1–0 | —   |
| Tuzla City           | —   | —   | —   | —   | 2–0 | 1–1 | 1–0 | —   | —   | 1–1 | 1–2 | —   |
| Velež                | 1–1 | 2–1 | —   | —   | 2–2 | 1–0 | 2–0 | —   | —   | —   | —   | 2–2 |
| Zrinjski             | —   | 3–1 | —   | —   | 3–0 | 1–1 | 3–1 | —   | —   | 1–1 | —   | 4–2 |
| Željezničar          | 1–2 | 3–0 | 4–4 | 1–2 | —   | —   | —   | 1–3 | 0–0 | —   | —   | —   |

1. ↑  O Krupa teve o placar de 3–0 atribuído na 32ª rodada devido à desistência do Olimpic da Premier League.[8]
2. ↑  O Sarajevo teve o placar de 3–0 atribuído na 33ª rodada devido à desistência do Olimpic da Premier League.[8]

## Premiação
| m:tel Premijer Liga BiH de 2020–21 Primeira Divisão do Campeonato Bósnio de Futebol |
| ----------------------------------------------------------------------------------- |
| Fudbalski Klub Borac Banja Luka Campeão (2º título da primeira divisão)             |